# Saint-Jean-des-Échelles
Saint-Jean-des-Échelles è un comune francese di 261 abitanti situato nel dipartimento della Sarthe nella regione dei Paesi della Loira.
Il territorio comunale è bagnato dalle acque del fiume Braye.

## Società

### Evoluzione demografica
Abitanti censiti